# Torymus eurytomae
Torymus eurytomae is een vliesvleugelig insect uit de familie Torymidae. De wetenschappelijke naam is voor het eerst geldig gepubliceerd in 1936 door Puzanowa-Malysheva.